# NES Mini
 (avril 2024).
Si vous disposez d'ouvrages ou d'articles de référence ou si vous connaissez des sites web de qualité traitant du thème abordé ici, merci de compléter l'article en donnant les références utiles à sa vérifiabilité et en les liant à la section « Notes et références ».
La NES Mini, ou NES Classic Mini et NES Mini Classic (nom complet Nintendo Classic Mini: Nintendo Entertainment System) est une console dédiée qui émule la NES. Basée sur le retrogaming, c'est une version modernisée et plus compacte de la console de jeux vidéo sortie dans les années 1980, commercialisée à partir de novembre 2016, comportant trente jeux pré-installés et ne disposant pas de la capacité à accueillir des cartouches de jeux.
En février 2017, Nintendo annonce avoir écoulé 1,5 million de consoles, puis 2,3 millions d'exemplaires en avril 2017. Malgré son succès, Nintendo arrête la production de la console après cinq mois de commercialisation, et alors que la console est indisponible chez la plupart des revendeurs en raison de volumes produits inférieurs à la demande. Toutefois, le 12 septembre 2017, l'entreprise annonce le retour en production de la NES Mini pour l'année 2018.
Le 17 décembre 2018, Nintendo annonce la fin de production définitive de la NES Mini.

## Histoire
La console sort à partir du 10 novembre 2016 en Europe sous le nom Nintendo Classic Mini: Nintendo Entertainment System, en Amérique du Nord sous le nom Nintendo Entertainment System: NES Classic Edition et Nintendo Classic Mini: Family Computer au Japon. La console est également désignée par de nombreux diminutifs.
La NES Classic Edition est une console dédiée permettant d'émuler des jeux de la Nintendo Entertainment System. La console est distribuée en deux variantes; une pour le Japon, et une pour le reste du monde. Pour la variante non japonaise, tous les jeux sont basés sur leur version américaine, fonctionnant à 60 Hz et en utilisant les noms par lesquels ils ont été publiés aux États-Unis. L'interface utilisateur de la console prend en charge jusqu'à huit langues, mais cela n'affecte pas la langue des jeux eux-mêmes.
À l'interne, la console utilise un système sur une puce Allwinner R16 avec quatre cœurs ARM Cortex-A7 de traitement centraux et une unité de traitement graphique ARM Mali 400 MP2. Elle comprend 512 Mo de mémoire flash et 256 Mo de mémoire DDR3.
Pour la sortie vidéo, le système dispose d'une connexion HDMI, qui affiche une vidéo à 60 Hz pour tous les jeux.
Les contrôleurs de la version internationale de la console disposent du connecteur de la Wii Nunchuk, ce qui leur permet d'être connectés à la télécommande Wii pour une utilisation avec les jeux Console virtuelle sur Wii et Wii U. Des accessoires pour la Wii tels que le Classic Controller (en) peuvent être utilisés avec la NES Classic. Les contrôleurs de la version japonaise sont câblés dans la console comme dans l’original Famicom, ils ne peuvent donc pas être utilisés avec la Wii. Les contrôleurs de la Famicom Mini sont également proportionnés à la taille de la console, ce qui les rend plus petits que leurs homologues nord-américains ou européens. Ils s’insèrent dans de petites fentes de retenue sur le côté de la console. La Famicom Mini est livré avec deux contrôleurs. Le microphone du deuxième contrôleur est factice.
La console utilise le système d’exploitation Linux[réf. nécessaire], exécutant un nouveau moteur d'émulation Nintendo Entertainment System développé par Nintendo European Research & Development (NERD). L’émulation incluait un support limité pour certains des contrôleurs de gestion de la mémoire, également appelés mappeurs, utilisés dans les cartouches NES pour étendre la capacité de la console, comme pour  Super Mario Bros. 3 , bien que tous les mappeurs connus n'aient pas été inclus dans le moteur d'émulation. Le moteur d'émulation a été bien accueilli par les critiques et a été considéré comme supérieur en support visuel et audio comparé à l'émulation NES Console virtuelle sur la Wii U.
Un livre de 320 pages intitulé Playing with Power: Nintendo NES Classics, publié par Prima Games (en), a été publié le même jour que la console ; le livre est un guide de certains des jeux inclus dans le système. Nintendo of America ramène la Nintendo Power Line (en) en tant que ligne téléphonique automatisée du 11 au 13 novembre pour célébrer le lancement du système.

## Matériel

### Console
La console est du type console dédiée, et ne possède donc aucun port pour y insérer une cartouche de jeu. Elle comporte une sortie vidéo HDMI et deux ports pour manettes.
La mémoire interne de la console est de 256 Mo (RAM) et l'espace de stockage est de 512 Mo (mémoire flash).  

### Manettes
Une manette Nintendo est comprise avec la console. Nintendo a conçu ces manettes avec un câble long de seulement 0,91 m.

## Jeux vidéo pré-installés[5]
Les jeux ci-dessous sont pré-installés dans la console:
- Balloon Fight
- Castlevania
- Donkey Kong
- Double Dragon II: The Revenge
- Dr. Mario
- Excitebike
- Galaga
- Ghosts'n Goblins
- Gradius
- Ice Climber
- Kirby's Adventure
- Mario Bros.
- Mega Man 2
- Metroid
- Ninja Gaiden
- Pac-Man
- Super C
- Super Mario Bros.
- Super Mario Bros. 2
- Super Mario Bros. 3
- The Legend of Zelda
- Zelda II: The Adventure of Link

Les titres suivants sont exclusifs aux versions NTSC-U et PAL de la NES Mini:
- Bubble Bobble
- Donkey Kong Jr.
- Castlevania II: Simon's Quest
- Final Fantasy
- Kid Icarus
- Punch-Out!!
- StarTropics
- Tecmo Bowl

Les jeux ci-dessous sont exclusifs à la Famicom Mini (la NES Mini japonaise) en version NTSC-J:
- Atlantis no Nazo
- Downtown Nekketsu Kōshinkyoku: Soreyuke Daiundōkai
- Final Fantasy III
- NES Open Tournament Golf
- Downtown Nekketsu Monogatari
- Solomon's Key
- Tsuppari Ōzumō
- Yie Ar Kung-Fu

## Options d'affichage
- Technique tube cathodique (image baveuse comme avant)
- 4/3 original
- Pixel Perfect

## Connectique
- 2 ports manette
- 1 port HDMI